# Adena Pickos
Adena Pickos var ett svenskt företag som levererade bud med bil. Adena bud startade 1971 i en källarlokal på Lidingö av Petter Dahlberg och Rolf Larsson. Man hade redan på ett tidigt stadium samarbete med Pickos budbilar, grundat av racerföraren Picko Troberg. Firmorna slog sig samman 1983 och under namnet Adena Pickos. 2004 ersattes varumärket Adena Pickos med Jetpak.
Jetpak är sedan den 5 december 2018 noterat på Nasdaq First North Premier Growth Market.